# Nitzschka (Schmölln)
Nitzschka ist ein Ortsteil der Knopfstadt Schmölln im ostthüringischen Landkreis Altenburger Land.

## Geografie
Nitzschka liegt im Altenburger-Zeitzer Lößhügelland südöstlich der Schmöllner Kernstadt zwischen den Ausläufern der Leipziger Tieflandsbucht und dem Erzgebirgsvorland. Die Landschaft wird durch begrünte Erosionsrinnen und den Köthelbach aufgelockert. Verkehrsmäßig ist der Ortsteil an die Landesstraßen 1358 und 1359 und die Kreisstraße 512 angeschlossen. Die Anschlussstelle Schmölln der Bundesautobahn 4 ist auf dem Verkehrsweg 6,5 km entfernt.
Angrenzende Orte sind im Uhrzeigersinn im Nordwesten beginnend Taupadel als Ortsteil von Nobitz, im Osten Nörditz als Ortsteil von Gößnitz, im Südosten der Ortsteil Zschöpel der Gemeinde Ponitz, im Südwesten Kummer als weiterer Schmöllner Ortsteil und westlich die Stadt Schmölln selbst.

## Geschichte
Von 1181 bis 1214 werden urkundliche Ersterwähnungen nachgewiesen. Der Ort ist ein Rundling mit einem Teich im Dorfmittelpunkt. Rund herum sind große Altenburger Vierseithöfe angeordnet.
Seit der Leipziger Teilung 1485 gehörte der Ort zu den Ernestinern, bis 1547 zum Kurfürstentum Sachsen. Danach unterstand Nitzschka im wettinischen Amt Altenburg, bis 1554 dem nun albertinischen Kurfürstentum Sachsen, anschließend war Nitzschka unter der Hoheit folgender Ernestinischer Herzogtümer: Herzogtum Sachsen (1554 bis 1572), Herzogtum Sachsen-Weimar (1572 bis 1603), Herzogtum Sachsen-Altenburg (1603 bis 1672), Herzogtum Sachsen-Gotha-Altenburg (1672 bis 1826). Bei der Neuordnung der Ernestinischen Herzogtümer im Jahr 1826 kam der Ort wiederum zum Herzogtum Sachsen-Altenburg.
Nach der Verwaltungsreform im Herzogtum gehörte Nitzschka bezüglich der Verwaltung zum Ostkreis (bis 1900) bzw. zum Landratsamt Ronneburg (ab 1900). Der Ort lag im Amtsbezirk Großstöbnitz des Amtsgerichtes Schmölln und hatte 1910 182 Einwohner.
Das Dorf gehörte ab 1918 zum Freistaat Sachsen-Altenburg, der 1920 im Land Thüringen aufging. 1922 kam es zum Landkreis Altenburg.
Am 1. Oktober 1922 wurde Nitzschka in die Stadt Schmölln eingemeindet. Bei der zweiten Kreisreform in der DDR wurden 1952 die bestehenden Länder aufgelöst und die Landkreise neu zugeschnitten. Somit kam Nitzschka als Ortsteil der Stadt Schmölln mit dem Kreis Schmölln an den Bezirk Leipzig; jener gehörte seit 1990 als Landkreis Schmölln zu Thüringen und ging bei der thüringischen Kreisreform 1994 im Landkreis Altenburger Land auf. Heute leben noch 96 Menschen in dem von jeher landwirtschaftlich geprägten Ort.

## Wirtschaft

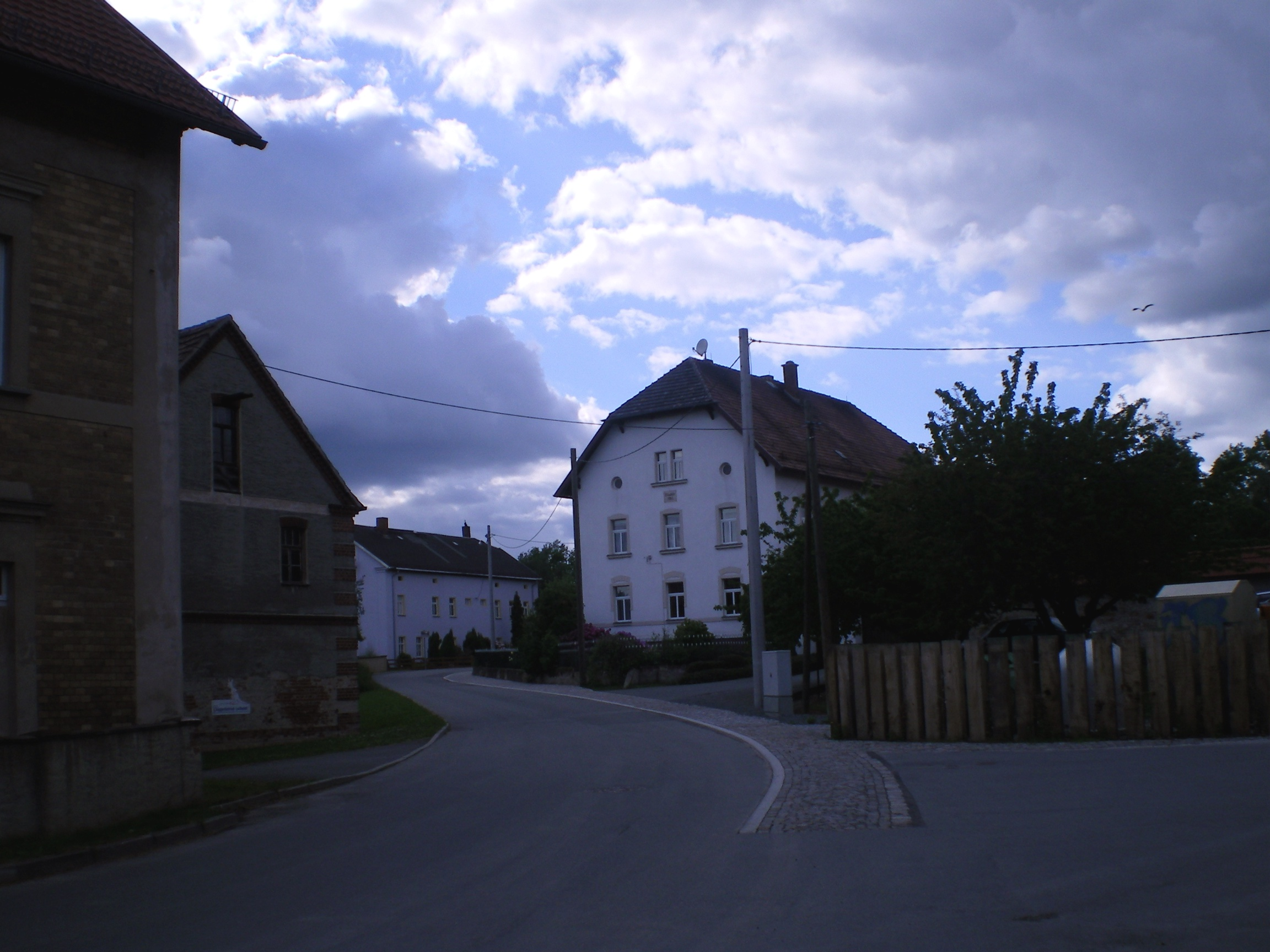
Dorfplatz

Auf der Gemarkung des Ortes befindet sich zwischen dem Stadtrand Schmölln und dem Ortsteil der Industrieverbundstandort Schmölln-Gößnitz, das größte Gewerbegebiet der Stadt. Dort hat sich beispielsweise die Omega electric GmbH angesiedelt. Aber auch im Ort direkt existieren Unternehmen, wie ein Baumarkt oder ein Baggerbetrieb. Außerhalb des Ortes in Richtung Zschöpel befindet sich der Windpark Schmölln/Ponitz, 1996 wurden auf den Gemarkungen Nitzschka und Kummer fünf Anlagen installiert.